# Ibirá
Ibirá is een gemeente in de Braziliaanse deelstaat São Paulo. De gemeente telt 11.141 inwoners (schatting 2009).

## Aangrenzende gemeenten
De gemeente grenst aan Catanduva, Catiguá, Cedral, Elisiário, Potirendaba, Uchoa en Urupês.